# Aérodrome de Prince Rupert-Seal Cove
L'aérodrome de Prince Rupert-Seal Cove est un aérodrome situé en Colombie-Britannique, au Canada.